# Обсерваторія Конкоя
Обсерваторія Конкоя — астрономічна обсерваторія Угорської академії наук. Обсерваторія розташована в Будапешті, Угорщина. Конкоя заснована в 1871 році Міклошем Конкоєм (угор. Miklós Konkoly-Thege), як його приватна обсерваторія. Він вивчав астрономію і фізику в університетах Будапешта (1857—1860) і Берліна (1860—1862).

## Основні напрямки досліджень
- Змінні зірки
- Активні зірки
- Міжзоряне середовище, зореутворення,
- Малиі тіла Сонячної системи,
- Екзопланети,
- Сонячна фізика,
- Гамма-сплески
- Історія астрономії

## Галерея

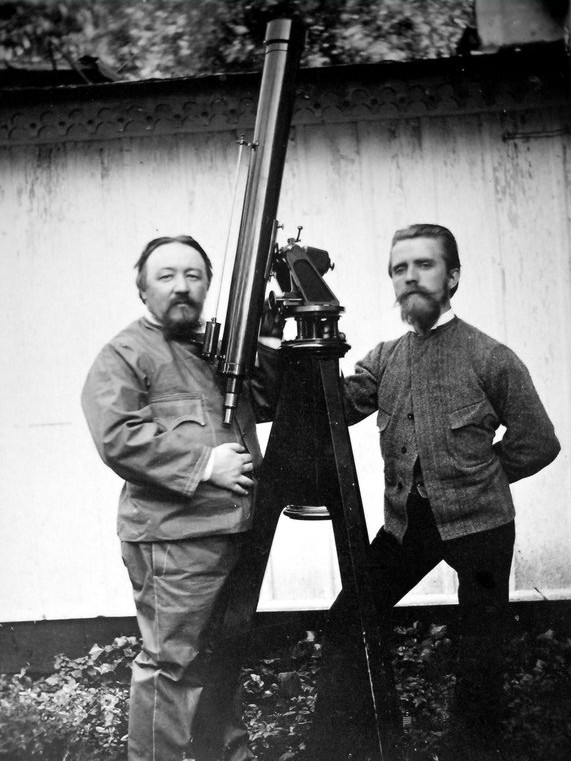

## Директори
- 1899—1916 Конкой-Теге
- 1916—1936 Анталь Ташш
- 1936—1938 Чарлеш Мораїш
- 1938—1943 Чарлеш Лашшовскі
- 1943—1974 Ласло Детре
- 1974—1996 Бела Сеідль
- 1997—2009 Лайош Балаж
- 2010—2015 Петер Абрахам

| Прапор Угорщини | Це незавершена стаття про Угорщину. Ви можете допомогти проєкту, виправивши або дописавши її. |